# Lutter am Barenberge
Lutter am Barenberge este o comună din landul Saxonia Inferioară, Germania.